# باشگاه ورزشی الفیصلی
باشگاه الفیصلی (امان) یک باشگاه فوتبال اردنی که در شهر امان، اردن واقع شده است. در تمام مسابقاتی که زیر نظر فدراسیون فوتبال اردن برگزار میشود حضور دارد(لیگ اردن، جام حذفی اردن، جام اتحادیه اردن و سوپر جام اردن). رکورد ۳۱ عنوان قهرمانی لیگ اردن، ۱۶ بار قهرمان جام حذفی ، ۶ بار جام اتحادیه و ۱۳ بار وپر جام اردن تصاحب کرده.

بیشتر بازیکن های این تیم در تیم ملی فوتبال اردن بازی می‌کنند. تیم الفیصلی ۲ دوره پشت هم قهرمان جام ای اف سی در سال های ۲۰۰۵ و ۲۰۰۶ شده.

## دستاوردها
- لیگ اردن: ۳۱

۱۹۴۴، ۱۹۴۵، ۱۹۵۹، ۱۹۶۰، ۱۹۶۱، ۱۹۶۲، ۱۹۶۳، ۱۹۶۴، ۱۹۶۵، ۱۹۶۶، ۱۹۷۰، ۱۹۷۱، ۱۹۷۲، ۱۹۷۳، ۱۹۷۴، ۱۹۷۶، ۱۹۷۷، ۱۹۸۳، ۱۹۸۵، ۱۹۸۶، ۱۹۸۹، ۱۹۹۰، ۱۹۹۲، ۱۹۹۳، ۱۹۹۸، ۱۹۹۹، ۲۰۰۰، ۲۰۰۱، ۲۰۰۳، ۲۰۰۴، ۲۰۱۰
- جام حذفی: ۱۶

۱۹۸۱، ۱۹۸۳، ۱۹۸۸، ۱۹۹۰، ۱۹۹۲، ۱۹۹۳، ۱۹۹۴، ۱۹۹۵، ۱۹۹۸، ۱۹۹۹، ۲۰۰۱، ۲۰۰۲، ۲۰۰۳، ۲۰۰۴، ۲۰۰۵، ۲۰۰۸
- جام اتحادیه: ۷

۱۹۸۷، ۱۹۹۱، ۱۹۹۲، ۱۹۹۷، ۲۰۰۰، ۲۰۰۹، ۲۰۱۱
- سوپر جام اردن: ۱۳

۱۹۸۱، ۱۹۸۲، ۱۹۸۴، ۱۹۸۶، ۱۹۸۷، ۱۹۹۱، ۱۹۹۳، ۱۹۹۴، ۱۹۹۵، ۱۹۹۶، ۲۰۰۲، ۲۰۰۴، ۲۰۰۶
- ای‌اف‌سی کاپ: ۲

۲۰۰۵، ۲۰۰۶
- لیگ قهرمانان عرب:

۲۰۰۷: نایب قهرمان
- جام برندگان جام عرب:

۱۹۹۶: نایب قهرمان
- سوپر جام عرب:

۲۰۰۰: نایب قهرمان

## عملکرد در مسابقات AFC
- لیگ قهرمانان آسیا: ۱ دوره حضور

۰۳-۲۰۰۲: دوره سوم - مقدماتی غرب آسیا
- لیگ قهرمانان آسیا ۲: ۶ دوره حضور

۲۰۰۵: قهرمان
۲۰۰۶: قهرمان
۲۰۰۷: نایب قهرمان
۲۰۰۹: مرحله گروهی
۲۰۱۱: یک هشتم
۲۰۱۲: مرحله گروهی
- جام برندگان جام آسیا: ۲ دوره حضور

۹۱-۱۹۹۰: دوره دوم
۹۵-۱۹۹۴: دور اول انصراف داد

## اسپانسر

### حامی رسمی
- زین

## ارائه دهنده لباس
- جاکو
- آل‌اسپورت
- پوما